# Soldiers and Sailors Monument (Lancaster)
Das Soldiers and Sailors Monument ist ein 13 m hohes neugotisches Denkmal auf dem Penn Square im Zentrum von Lancaster, Pennsylvania. Es wurde am 4. Juli 1874 an seinem gegenwärtigen Standort an der Kreuzung von King Street und Queen Street enthüllt. Das Monument sollte ursprünglich den Soldaten der Unionsarmee aus Lancaster Tribut zollen, die während des Sezessionskrieges getötet wurden. Heute ist das Monument allen im Dienst gefallenen US-amerikanischen Soldaten der Stadt gewidmet. Der Architekt war Lewis Haldy.
Das Denkmal steht genau an derselben Stelle, an der während des Unabhängigkeitskrieges am 27. September 1777 im alten Courthouse der Zweite Kontinentalkongress zusammengetroffen war. Dieses Bauwerk wurde 1784 niedergebrannt. Das Denkmal wurde am 2. April 1973 in das National Register of Historic Places eingetragen.

## Beschreibung
Beim Lancaster Soldiers and Sailors Monument handelt es sich um eine viereckige Säule aus Granit aus Rhode Island, auf der sich eine Statue einer Frau in einer Robe befindet. Diese wird als „The Genius of Liberty“ bezeichnet. Sie hält ein gezogenes Schwert sowie einen Schild. Ihr Kopf ist von Sternen gekrönt. Sie sieht nach Norden und wendet damit der Überlieferung nach den Konföderierten Staaten von Amerika, die im Sezessionskrieg unterlegen sind, den Rücken zu. Die Figuren von vier Männern, welche die Teilstreitkräfte (United States Navy, Army, Artillery und Cavalry) symbolisieren, befinden sich auf jeweils einer der vier Seiten um die Säule.
Die Namen von verschiedenen Schlachten des Bürgerkrieges sind in den Granit der Säule eingemeißelt, da es die ursprüngliche Absicht bei der Errichtung des Denkmals war, die in diesem Konflikt getöteten Soldaten aus Lancaster zu ehren. Dabei handelt es sich um die Schlachten von Antietam, Chickamauga, Gettysburg, am Malvern Hill, Petersburg und die Schlacht in der Wilderness. Verschiedene Gedenktafeln aus Bronze wurden seit der Fertigstellung des Denkmals hinzugefügt. Sie erinnern an die seitdem in anderen Konflikten getöteten Angehörigen der Streitkräfte aus Lancaster. So gibt es Tafeln für den Ersten und Zweiten Weltkrieg, den Koreakrieg, den Vietnamkrieg und den Zweiten Golfkrieg. Eine eigene Plakette erinnert an die Rolle der Afroamerikaner in der Militärgeschichte der Vereinigten Staaten.
Das Fundament des Soldiers and Sailors Monument trägt die Inschrift „Erected by the people of Lancaster County / To the memory of their fellow citizens who fell / in defense of the Union / in the War of the / 1861–1865“.

## Geschichte

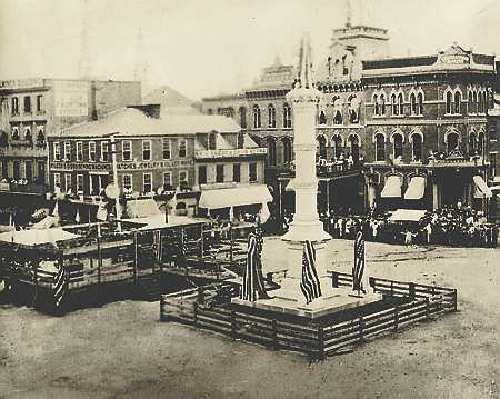
Eine Aufnahme des Soldiers and Sailors Monument auf dem Penn Square vom Tage seiner Enthüllung (4. Juni 1874)

Die Idee für ein Denkmal zur Erinnerung an die im Sezessionskrieg gefallenen Soldaten aus Lancaster wurde schon kurz nach dem Ende der Feindlichkeiten 1865 gezeugt. Die Finanzierung wurde durch eine Bürgerinitiative von Frauen mit dem Namen Patriot Daughters of Lancaster und ihre Führerin Rosina Hubley vorangetrieben. Der Erlös einer für Frauen bestimmten Verkaufsaktion in den nahegelegenen Fulton Hall zur Finanzierung des vorgeschlagenen Denkmals brachte rund 3.500 US-$ ein, insgesamt waren für die Errichtung 20.000 US-$ veranschlagt. Der Rest wurde durch Steuern und Finanzmittel des Lancaster Countys oder private Spenden aufgebracht. Es wird angenommen, dass sich die Gesamtkosten des Denkmals damals auf 26.000 US-$ beliefen.
Man wählte den Centre Square, wie der heutige Penn Square damals genannt wurde, als Standort für das neue Monument. Es wurde am 4. November 1872 in Auftrag gegeben und am 4. Juli 1874 öffentlich enthüllt. Ursprünglich war es von einem Palisadenzaun und nicht befestigten Wegen umgeben. Der damalige US-Präsident Grant übermittelte sein Bedauern, an der Zeremonie nicht teilnehmen zu können. Zur Menschenmenge, die der Enthüllung des Denkmals beiwohnten, gehörten Veteranen aus dem Bürgerkrieg und eine Gruppe von Mädchen aus dem Soldatenwaisenhaus in Mount Joy. Das Soldiers and Sailors Monument wurde um 13:00 Uhr enthüllt, und die Waisenkinder sangen das Lied „My Father’s Grave“. „The Genius of Liberty“ auf der Säule war in die Stars and Stripes gehüllt.

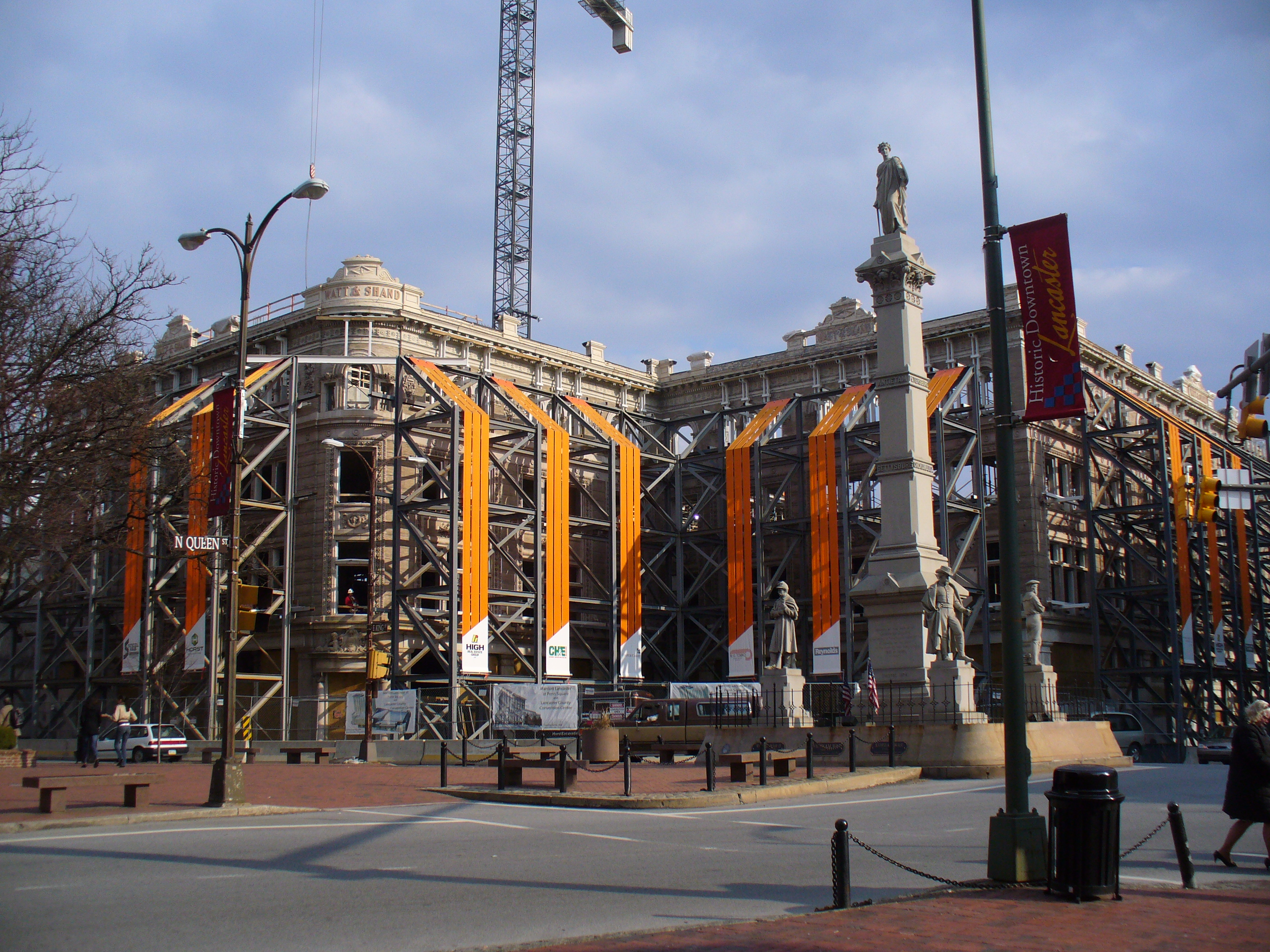
Das Soldiers and Sailors Monument auf dem Penn Square in Lancaster, Pennsylvania

Rosina Hubley, die die Bemühungen zur Errichtung des Monuments angeführt hatte, bemerkte am 4. Juli 1874, dass sie daran glaube, es würde eine „ewige Mahnung an alle Menschen des Landes sein, die auf dem Marktplatz Woche für Woche zusammenkommen, um zu tauschen und zu feilschen, dass es etwas Höheres und Besseres gäbe, als das Ich, Produkte, Abschlüsse oder Banknoten“.
Ein eiserner Zaun und eine Umrandungsmauer aus Granit wurden 1877 hinzugefügt, womit der ursprüngliche Lattenzaun ersetzt wurde. Das Denkmal wurde 1905 und 1924 mit einem Sandstrahlgebläse gesäubert. Eine Plakette mit der Gettysburg Address und ein Bild von Lincoln wurden am 8. Juni 1931 hinzugefügt. Eine neue Beleuchtung wurde 1956 und 1972 angebracht und nochmals zu Beginn des 21. Jahrhunderts.
In den 1950er Jahren wurde der Vorschlag verbreitet, das Denkmal an eine andere Stelle in einem Stadtpark zu versetzen, um damit eine Erleichterung der Verkehrsstauungen im Zentrum von Lancaster zu erreichen. Diese Idee wurde dann aufgegeben und das Denkmal blieb an seinem ursprünglichen Ort.
Bis in die 1970er Jahre führte der Verkehr an allen vier Seiten an dem Monument vorbei. Eine neue Verkehrsführung auf dem Platz wurde 1972 eingeführt. Ein gepflasterter Platz entstand, als das nahegelegene Gebäude der Fulton Bank erweitert wurde. Damit wurde der Fahrzeugverkehr von der nordöstlichen Ecke ausgeschlossen und zu einem ausschließlich Fußgängern vorbehaltenen Bereich. Die Umgebung des Denkmals wurde dabei von ihrer ursprünglichen Größe von 35 Fuß (10,7 m) etwa halbiert. Der eiserne Zaun, der 1877 hinzugefügt worden war, wurde entfernt und eine neue Graniteinfassung errichtet, um das Denkmal vor Beschädigungen bei Verkehrsunfällen zu schützen. Am 12. November 1978 beging eine Frau Suizid, indem sie mit ihrem Auto gegen das Denkmal fuhr. Sie beschädigte die Statue, welche die United States Navy repräsentiert. Der Sockel und die Beine der Statue wurden mit Zement ausgebessert.
Das neue 18.500 m² große Lancaster County Convention Center mit dem 300-Zimmer-Hotel der Marriott Hotel, das für 170 Millionen US-Dollar entstand und im April 2009 eröffnet wird, liegt gegenüber. Der historische Central Market und das W. W. Griest Building liegen direkt nordwestlich.